# Zoja Trofimiuk
Zoja Trofimiuk, née le 17 février 1952, est une sculptrice australienne d'origine tchèque. Elle s'est spécialisée dans les sculptures de verre. Son studio se trouve à Melbourne. Elle a mis au point la technique du graverre, combinant des dessins de graphite et des feuilles de verre. Elle est la mère de l'acteur Zbych Trofimiuk.

## Biographie
Zoja Trofimiuk naît le 17 février 1952 à Prague (République tchèque). Elle épouse le peintre tchèque Jurek Trofimiuk dont elle a un fils, Zbych Trofimiuk, en 1979.
Elle étudie les arts à Prague, à Varsovie, ainsi qu'en Australie où elle obtient, en 1991, un Master of Fine Art à l'université RMIT (Royal Melbourne Institute of Technology).
En 1999, elle met au point une technique de travail du verre, appelée graverre (combinaison des mots graphite et verre). Celle-ci consiste à capturer entre des feuilles de verre des dessins réalisés avec du graphite ou du charbon de bois.

## Expositions
- 1991 : Torso, Hugo Gallery, Canberra
- 1996 : Works on Paper, George Gallery, Melbourne
- 1999 : Millenium Collection, Adam Galleries, Melbourne
- 2001 : Ocean Gallery inaugurée sur les côtes australiennes
- 2005 : Sculpture and Graverre, Adam Galleries, Melbourne
- 2006 : IX International Glass Symposium
- 2007 : Czech and Slovak Glass in Exile, Regional Moravian Gallery, Brno, République tchèque

## Récompenses
- 1981, 1990 : Honorary Award, Dante’s Biennale, Ravenna, Italie
- 1999 : Member Print Commission, Print Council of Australia
- 2006 : finaliste de la Ranamok Award

## Œuvres
Quelques œuvres de Zoja Trofimiuk :

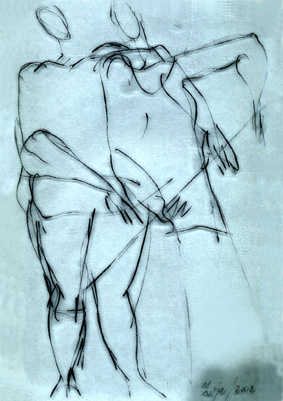
Pas de deux (graverre)
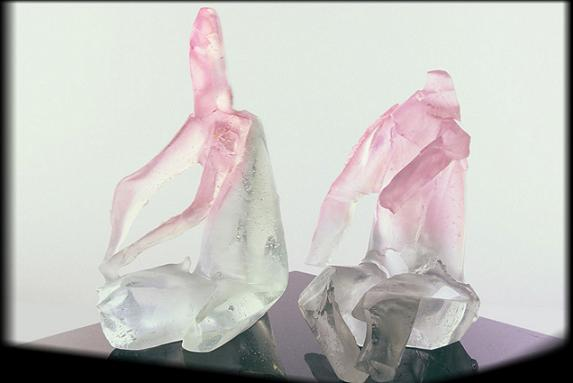
Spring Lovers (finaliste de la Ranamok Award, 2006)
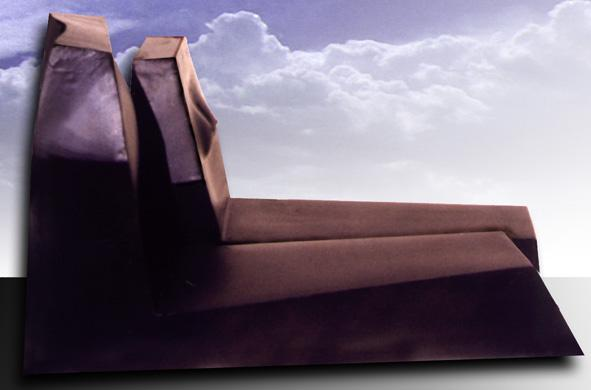
Unfinished Conversation, bronze
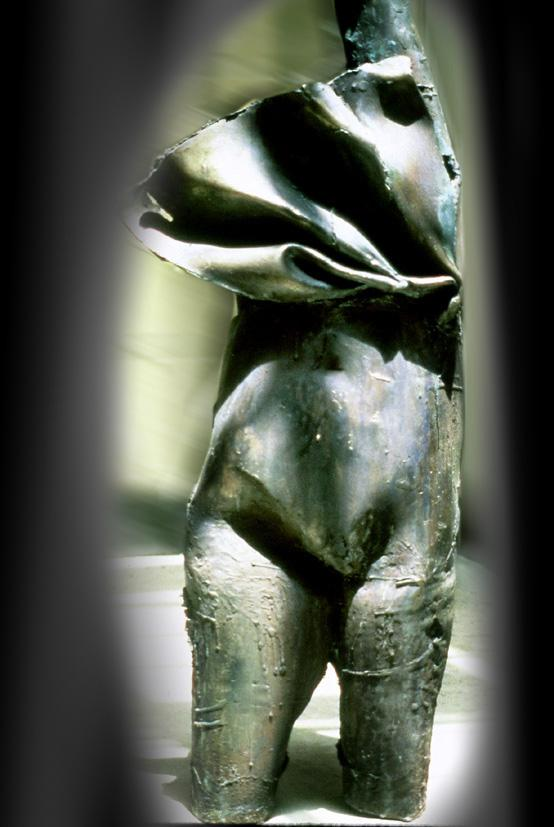
Standing Shadow, bronze